# Randolph Marshall Bell
Randolph Marshall Bell (* 1947) je americký diplomat, generální ředitel World Affairs Council of Greater Richmond, člen správní rady Council for America's First Freedom a oficiální podporovatel Virginia Holocaust Muzeum v Richmondu. Od roku 2009 zastupuje s Annou Rosmusovou Spojené státy v mezinárodní radě rakouské zahraniční služby.
Absolvoval College of William and Mary a Universitu v Cambridgi. V roce 1972 nastoupil do zahraniční služby Spojených států amerických. Mluví německy, francouzsky a česky, je ženatý a má jednoho syna. V roce 2004 jako velvyslanec dostal vyznamenání za zásluhy o Rakousko.